# 贞淑的推销
《贞淑的推销》（韓語：정숙한 세일즈）是韩国JTBC自2024年10月12日至11月17日間播出的土日電視剧，改编自2016年的英国ITV电视剧《相见恨晚》，由《由零開始愛上你》的导演赵雄执导，金素妍、延玗臻、金成鈴、金善映与李世熙主演。海外由Netflix同步獨家上線。

## 剧情概要
故事背景在1992年的一个韓國乡村金提市，讲述从事成人用品上门销售工作的四个女人的自立、成长和友情，走在谈“性”色变时代前沿的女性们偶然给隐秘的夫妻世界注入活力，自己也因此变得多姿多彩。

## 演员阵容

### 主要人物
- 金素妍 饰演 韩贞淑[1]

像名字一样安静生活的家庭主妇。年轻时凭借美貌当选“辣椒小姐”，与自己的初恋结婚后一直过着小心、被动的生活，但发现连儿子的一个新书包也难以负担、每月都要为房租的着落發愁时，她便决心要自己賺钱，投身于外国进口的成人用品上门销售事业，也因此意外发现自己的行销才能。
- 延玗臻 饰演 金道贤[1]

在美国生活过、行事风格很“美式”的警察。出身于富裕家庭并从常春藤联盟名校毕业，回到韩国后在首尔江南警察局获得高速晋升，但不知什么原因，他被降职到无亲无故的乡村金堤。
- 金成鈴 饰演 吴金姬[1]

“访售四姐妹”中的智囊，毕业于梨花女子大学，在家里的安排下，她在丈夫故乡金堤过着无聊的生活。为了帮助保姆贞淑，她开始从事成人用品上门销售工作，意外地进行了自我反思，從此她的生活变得比20多岁时更有活力。
- 金善映 饰演 徐姈福[1]

与丈夫非常恩爱，但一家六口人要蜷缩在一个单间里生活。姈福觉得一味地生孩子总有一天会变成乞丐，她为了让每个孩子都拥有自己的房间而开始从事成人用品上门销售工作。
- 李世熙 饰演 李姝莉[1]

金堤的“时尚达人”，独自抚养儿子的单身母亲。姝莉经营一家髮型屋，喜欢破格的穿装，即便是向自己投来阴险目光的男人，也是用笑脸和撒娇的语气还击的精神胜利者。一开始她只是为了让无趣的生活变得有趣而开始上门销售成人用品的工作，但逐渐成长為任何情况下都不气馁并让姐姐们振作起来的老幺。

### 其他人物
- 金元海 饰演 崔元峯，吴金姬的丈夫，木纳、守旧。[6]
- 崔载林 饰演 权成壽，韩贞淑的丈夫，不诚实，好高騖遠、不切實際、投機取巧、爱打架，甚至出軌。[6]
- 林徹洙 饰演 朴宗宣，徐姈福的丈夫，雖沒能力，但爱妻顾家，他始终认为妻子比麦当娜还性感。[6][7]
- 康愛心 饰演 李福顺，韩贞淑的母亲。[6]
- 徐鉉哲 饰演 徐鉉植，金道贤在金堤警察局的同事[6]
- 郑顺元 饰演 羅成宰，金道贤在金堤警察局的同事[6]
- 金政振 饰演 严大根，村里大户福德房家不懂事的儿子，在村里的药店打工，对李姝莉有好感。[6][8]
- 朴玉出 饰演 与“访售四姐妹”对抗的村里超市老板[6]
- 朴智雅 饰演 与“访售四姐妹”对抗的肉档老板[6]
- 金善美 饰演 与“访售四姐妹”对抗的米铺老板[6]
- 周仁英 饰演 五金，村里五金店的老板，与“访售四姐妹”对抗的“Anti姐妹”四人帮成员。[9]
- 洪智熙 饰演 成美花，和韩贞淑从高中时期开始就是好朋友，总有一种莫名的嫉妒心和自卑感。[6]
- 沈完俊 饰演 朴映泰，韩贞淑和权成壽小学、中学时的同学，认真工作的辣椒酱工厂货车司机。[6]
- 全秀智 饰演 严书妍，韩贞淑的高中同学，大学毕业后留在了首尔，辞职后暂时回到故乡金堤。[6]
- 禹贤珠 饰演 赵顺爱，寡妇，在村子里经营一家录像带出租店。[10]
- 崔慈雲 饰演 权閔豪，韩贞淑与权成壽的儿子。
- 鄭敏俊 饰演 张东宇，李姝莉的儿子，权民浩的好朋友。
- 鄭英珠 饰演 许英子，严大根的母亲，金堤最富有的富家太太，但和丈夫严会长一直都是“做秀夫妻”。
- 徐鉉哲 饰演 徐铉植，金堤警察局刑事一班班长。
- 郑顺元 饰演 罗星材，金堤警察局刑事一班刑警，喜欢拍班长马屁。
- 張格秀 飾演 金度碩，鎮上的頭痛人物，出獄後再度要脅朴宗宣一起作奸犯科。

### 特别出演
- 羅美蘭 饰演 金美兰，成人用品公司“美幻内衣”的代表理事。[11]

## 制作
2024年3月，媒体先后报道金素妍、李世熙、金成鈴、金善映将主演该剧，金成铃与金善映率先确认参演，该剧由JTBC播出。同年5月，媒体报道延玗臻出演该剧男主角，饰演一名头脑聪明且毕业于常春藤联盟名校的乡村警察，该剧是一部关于成人用品销售员的19禁喜剧。同年7月，正式宣布金素妍、延玗臻、金成铃、金善映和李世熙参演。同年9月4日发布首款预告海报，确定10月于土日档播出。

## 收視率
《貞淑的推銷》於2024年10月12日在韓國綜合編成頻道JTBC開播，首集取得3.9%的收視率，低於前一檔《浪漫這一家》的開播收視（4.8%）。本劇曾連續3集收視上漲、連續3週收視上漲，並在最終第12集創下自身最高收視8.6%。
與其他同期播映的週末劇相比，本劇收視低於地上波的KBS 2TV週末劇《熨斗家族》、SBS金土劇《來自地獄的法官》與《熱血司祭2》、MBC金土劇《如此親密的背叛者》，以及有線電視的tvN土日劇《正年》，但高於同屬綜合編成的Channel A土日劇《結婚吧You》。播出第2週起，共有3週躋身韓國付費頻道（綜合編成、有線電視）週間收視第4名，第3週則上升至第3名，完結當週則爬升至第2名。
| 集數 | 集數 | 每季集數 | 每季集數 | 每季集數 | 每季集數 | 每季集數 | 每季集數 | 每季集數 | 每季集數 | 每季集數 | 每季集數 | 每季集數 | 每季集數 |
| 集數 | 集數 | 1        | 2        | 3        | 4        | 5        | 6        | 7        | 8        | 9        | 10       | 11       | 12       |
| ---- | ---- | -------- | -------- | -------- | -------- | -------- | -------- | -------- | -------- | -------- | -------- | -------- | -------- |
|      | 1    | 0.833    | 1.016    | 1.014    | 1.289    | 1.124    | 1.302    | 1.126    | 1.302    | 0.995    | 1.355    | 1.271    | 1.898    |

| 集數 | 播出日期       | 尼爾森全國收視率 | 尼爾森全國收視率 | 尼爾森首都圈收視率 | 尼爾森首都圈收視率 |
| 集數 | 播出日期       | 家庭戶比例       | 人數（百萬）     | 家庭戶比例         | 人數（百萬）       |
| ---- | -------------- | ---------------- | ---------------- | ------------------ | ------------------ |
| 1    | 2024年10月12日 | 3.862%           | 0.833            | 3.996%             | 0.363              |
| 2    | 2024年10月13日 | 4.544%           | 1.016            | 4.676%             | 0.523              |
| 3    | 2024年10月19日 | 4.632%           | 1.014            | 5.101%             | 0.491              |
| 4    | 2024年10月20日 | 5.924%           | 1.289            | 6.495%             | 0.652              |
| 5    | 2024年10月26日 | 5.070%           | 1.124            | 5.559%             | 0.563              |
| 6    | 2024年10月27日 | 6.035%           | 1.302            | 6.188%             | 0.651              |
| 7    | 2024年11月2日  | 4.834%           | 1.126            | 5.091%             | 0.557              |
| 8    | 2024年11月3日  | 5.576%           | 1.302            | 5.664%             | 0.674              |
| 9    | 2024年11月9日  | 4.393%           | 0.995            | 5.027%             | 0.538              |
| 10   | 2024年11月10日 | 5.950%           | 1.355            | 6.015%             | 0.698              |
| 11   | 2024年11月16日 | 5.725%           | 1.271            | 5.846%             | 0.621              |
| 12   | 2024年11月17日 | 8.580%           | 1.898            | 9.077%             | 0.969              |